# Wafer-level packaging

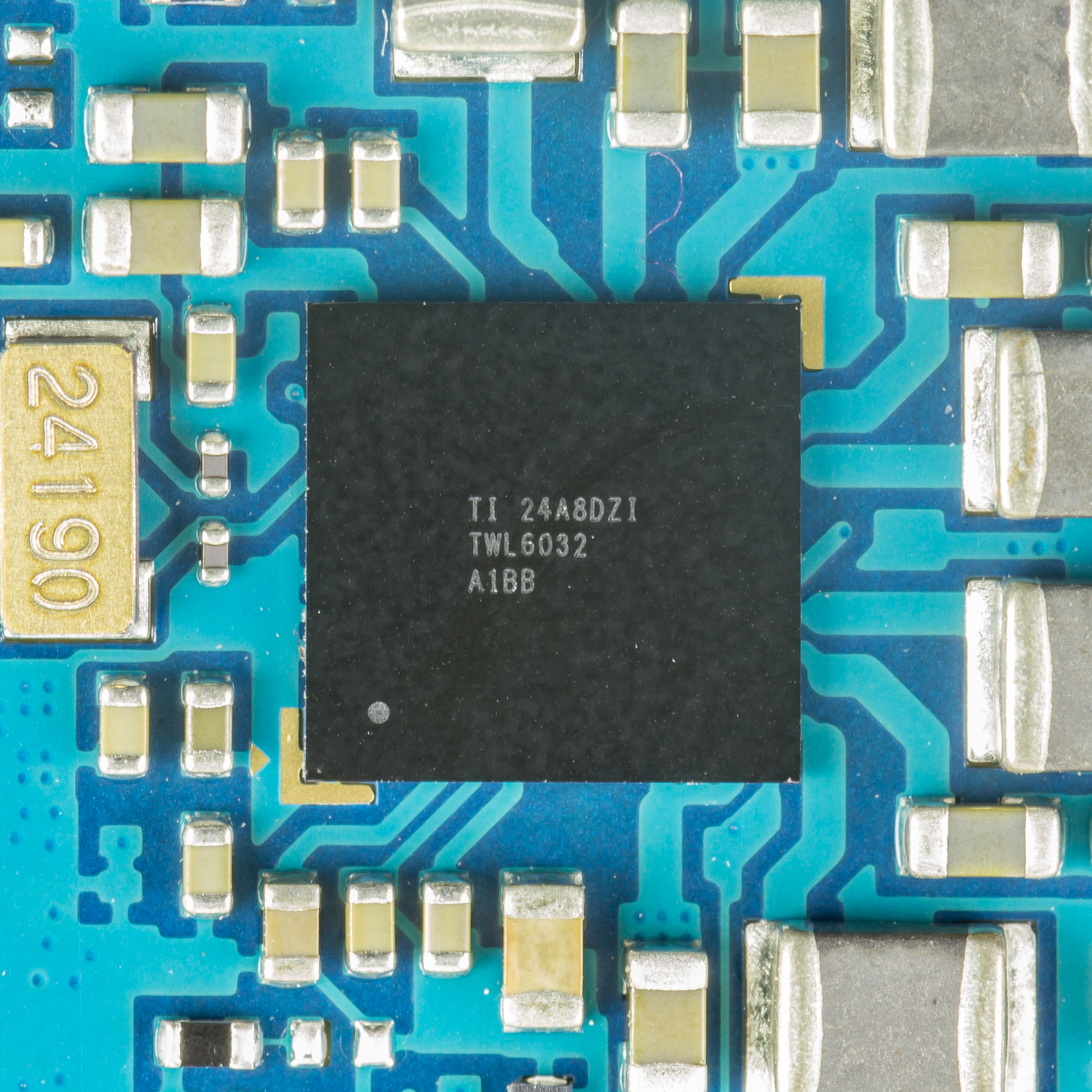
Texas Instruments TWL6032

Wafer-Level Packaging (WLP) indica una tecnologia di packaging dei circuiti integrati a livello di wafer. Essenzialmente è una soluzione che porta ad ottenere un componente che ha circa la stessa dimensione del die di silicio di partenza.